# 郡谷照一郎
郡谷 照一郎（ぐんや てるいちろう、1876年（明治9年）9月15日 - 1969年（昭和44年）4月13日）は、明治時代後期から昭和時代の政治家。実業家。衆議院議員。

## 経歴
静岡県賀茂郡、のちの松崎町出身。志村広吉の二男として生まれ、のち先代ユキの入夫となり家督を相続する。1895年（明治28年）甲府市友朋義塾卒業、のち米国のセントポール工科学校に学ぶ。
帝国更新会副会長、東京工電専務取締役、同社長、松崎水力電気、静岡電気各専務取締役、東京電燈秘書役、日本国有鉄道協力鉄友会理事長を歴任した。
1928年（昭和3年）2月の第16回衆議院議員総選挙では静岡県第2区から立憲政友会所属で出馬し当選。衆議院議員を1期務めた。
戦後の1947年（昭和22年）4月の第23回衆議院議員総選挙において静岡2区から民主党公認で立候補したが落選した。